# Midori Honda
Midori Honda (本田 美登里 Honda Midori?), född 16 november 1964, är en japansk tidigare fotbollsspelare.
Midori Honda debuterade för Japans landslag den 7 juni 1981 i en 0–1-förlust mot Taiwan. Hon spelade 43 landskamper för det japanska landslaget. Hon deltog bland annat i fotbolls-VM 1991.